# Akrozyanose
Unter Akrozyanose (auch: Akroasphyxie, Acroasphyxia oder Acrocyanosis) versteht man eine Blaufärbung (Zyanose) der Körperanhänge (Akren), wie zum Beispiel der Finger, Zehen, Nase und Ohren, die vorwiegend bei jungen Frauen auftritt. Weitere Merkmale sind eine kalte und feuchte Haut, eventuell eine teigige Schwellung und Parästhesien. Werden die Verfärbungen weggedrückt, treten sie beim Loslassen von der Peripherie ausgehend erneut auf. Dies bezeichnet man als Irisblenden-Phänomen.
Eine chronische Form wird auch als Cassirer-Syndrom oder als Cassirer-Crocq-Syndrom (lat.: Acroasphyxia chronica hypertrophica) bezeichnet nach dem deutschen Neurologen Richard Cassirer.

## Ursache
Temperaturen zwischen 15 °C und 18 °C lösen die Akrozyanose aus. Akrozyanose ist auch ein Symptom bei Herz- und Lungenkrankheiten (z. B. Eisenmenger-Reaktion) und bei Kryoglobulinämie sowie der Anorexia nervosa.

## Pathogenese
Durch den Einfluss niedriger Temperaturen ziehen sich die Arteriolen in den Akren stärker als normal zusammen, wodurch es zu einer Unterversorgung mit sauerstoffreichem Blut kommt. Die Symptomatik wurde deshalb auch als vasoneurotische Akrocyanose bezeichnet. Durch das Überwiegen des sauerstoffarmen Blutes kommt es zur Blaufärbung von Fingern und Zehen. Kälteagglutinine reagieren zudem bei Kälte mit den roten Blutkörperchen und führen zu reversiblen Verklumpungen, welche dann die kleineren Blutgefäße zeitweise verstopfen können.